# 菲利普·柯婁代
菲利普·柯婁代（法語：Philippe Claudel，1962年2月2日—）是一位法國作家與電影導演。

## 生平
菲利普·柯婁代出生於默尔特河畔栋巴勒。除了擔任作家，菲利普·柯婁代也是南錫大學的文學教授。
他於2008年執導處女電影《我一直深愛著你》（Il y a longtemps que je t'aime），贏得2009年英國電影學院獎最佳非英語電影。
菲利普·柯婁代以《莫斯忘記了》獲得法國廣播金獎（Prix Radio-France-la Feuille d’or）、以《千百悔恨中的一些》獲得馬塞巴紐爾獎（Prix Marcel Pagnol），以《我放棄》獲得法國電視獎。2003年以短篇小說集《小機械》獲得龔古爾短篇小說獎。
他最知名的小說是《灰色的靈魂》（Les Âmes grises），贏得法國勒諾多文學獎，入圍美國刑警獎（Gumshoe Awards），並榮獲瑞典馬丁·貝克獎。他以中篇小說榮獲2003年龔古爾文學獎，2010年以《波戴克報告》（Le rapport de Brodeck）獲得獨立外國小說獎。

## 電影
- 《我一直深愛著你》（Il y a longtemps que je t'aime）
- 《所有的太陽》（Tous les soleils）
- 《冬天的玫瑰》（Avant l'hiver）

## 小說
- 《莫斯忘記了》
- 《千百悔恨中的一些》
- 《小機械》
- 《灰色的靈魂》
- 《林先生的小孫女》
- 《波戴克報告》
- 《托拉雅之樹》
- 《犬列島》
- 《非人》

## 外部連結
- TERRENCE RAFFERTY. . The New York Times. 2 July 2006.
- Boyd Tonkin. . The Independent. 20 February 2009  [2014-03-08]. （原始内容存档于2009-02-21）.